# 49440 Kenzotange
49440 Kenzotange este un asteroid din centura principală de asteroizi.

## Descriere
49440 Kenzotange este un asteroid din centura principală de asteroizi. A fost descoperit pe 21 decembrie 1998 la Kuma Kogen de Akimasa Nakamura. Asteroidul prezintă o orbită caracterizată de o semiaxă mare de 3,12 ua, o excentricitate de 0,08 și o înclinație de 1,7° în raport cu ecliptica.